# بووالینو
بووالینو (به ایتالیایی: Bovalino) یک کومونه در ایتالیا است که در استان رجو کالابریا واقع شده‌است.

## خصوصیات
بووالینو ۱۸٫۰ کیلومترمربع مساحت و ۸٬۴۰۶ نفر جمعیت دارد.